# My Little Cheap Dictaphone
 (mai 2022).
Si vous disposez d'ouvrages ou d'articles de référence ou si vous connaissez des sites web de qualité traitant du thème abordé ici, merci de compléter l'article en donnant les références utiles à sa vérifiabilité et en les liant à la section « Notes et références ».

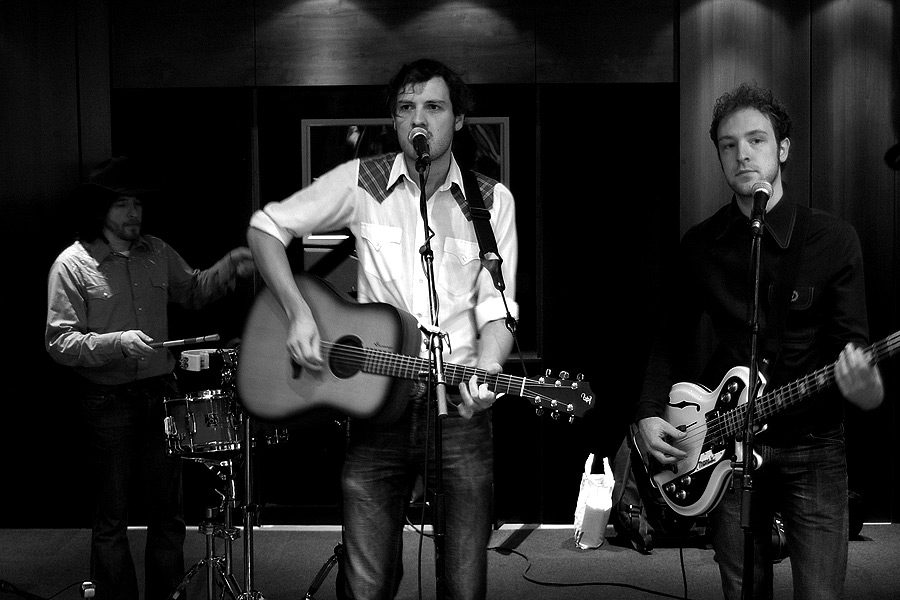
My Little Cheap Dictaphone à la Fnac de Louvain.

MLCD [My Little Cheap Dictaphone]  est un groupe belge de rock, à la base projet solo de REDBOY (Michael Larivière).

## Historique
Ce groupe est originaire de Liège. Son premier album Music Drama est produit par Mike Mogis du groupe américain Bright Eyes, son second, Small town boy, par Niek Meul de Das Pop.
En 2010 sort en Belgique The Tragic Tale of a Genius, proche d'un opera rock indie, avec arrangements symphoniques et Live show (décor et vidéos) réalisé par Bubble Duchesse.
Cet album concept, qui raconte le parcours torturé d'un artiste perdu entre rêves et réalité (basé sur la vie de Brian Wilson des Beach Boys) est un franc succès en Belgique, France, Angleterre, Suisse et au Canada. La tournée durera près de trois ans, où le groupe donnera plus de 12323 concerts dans sept pays.
Moins de deux mois après la sortie de l'album, le groupe remporte les deux Octaves de la musique les plus importantes : Artiste belge de l'année, et Album belge de l'année.
Le magazine belge FOCUS (Vif L'express) le nomme Personnalité Culturelle belge de l'année 2010-2011.
L'album est consacré dans la presse européenne (4 étoiles dans les Inrocks, Rock et Folk, Le Soir, Télémoustique, De Morgen) et même outre-Manche (Album de La semaine dans le SUNDAY TIMES) et outre-Atlantique.
La chanson What are you waiting For (featuring Jonathan Donahue, chanteur du  groupe américain Mercury Rev) a été reprise pour de nombreuses pubs et jeux vidéo, notamment Little Big Planet 2 sur PS3.
En 2014 sort "The Smoke Behind The Sound", album mature et produit par Luuk Cox (Shameboy, Stromae, Girls in Hawaii), porté par la chanson "FIRE" et son clip poignant, réalisé par Nicolas Guiot (César et Magritte du meilleur court métrage), et avec l'actrice belge Pauline Étienne (Magritte de la meilleure actrice).
Redboy est un des membres fondateurs du collectif et label liégeois JauneOrange, et chante et joue également au sein du groupe Rock "Hollywood Porn Stars" (Naïve), avec lequel il a sorti trois albums et donné des centaines de concerts.
Il réalise et produit des albums (Roscoe "Cracks", Album de l'année aux Octaves belge), manage et officie en tant que coach scénique (formé au Studio des Variétés de Paris) auprès de nombreux groupes.
En 2015, il est le programmateur musical de l'Opera Urbain et spectacle multi-disciplinaire de Fabrice Murgia, Karbon Kabaret (15 000 spectateurs, Diffusion TV nationale, Arte, etc.).

## Discographie
- 2002 : Music Drama
- 2006 : Small Town Boy
- 2010 : The Tragic Tale of a Genius
- 2014 : The Smoke behind the Sound

## Formation
- Michael Lariviere "Redboy" : chant, guitare, claviers, Production
- Xavier Guinotte : basse
- Simon Fontaine : batterie
- Pierre-Louis Lebacq : claviers
- Manu Delcourt : Guitares, claviers

## Récompenses
- 2010 - Octave de l'Artiste de l'année, ainsi que celui d'Album de l'année pour "The Tragic Tale of a Genius"
- Personnalité Culturelle belge de l'année (FOCUS VIF - Vif L'express)
- Album de La semaine dans le Sunday Times UK

## Apparition dans la culture populaire
- La chanson “What Are You Waiting For” est présente dans LittleBigPlanet 2.